# Marcus Ehning
Marcus Ehning (* 19. April 1974 in Südlohn, Westfalen) ist ein international erfolgreicher deutscher Springreiter.

## Werdegang
Marcus Ehning lebt in Borken (Stadtteil Weseke) in Westfalen und hat dank seiner pferdebegeisterten Familie schon seit der Kindheit mit Ponys zu tun. Bereits im Pony-, Junioren- und Junge-Reiter-Bereich errang er sechs Goldmedaillen in Mannschaftswettbewerben bei Europameisterschaften. 1998 bekam er das Pferd For Pleasure in Beritt, mit dem sich sein Erfolg auch im Senioren-Bereich fortsetzte. Zu seinen größten Erfolgen zählt der Olympiasieg mit der Mannschaft bei den Spielen 2000 in Sydney, für den er vom Bundespräsidenten mit dem Silbernen Lorbeerblatt ausgezeichnet wurde. Auch der Weltcupfinalsieg im Jahr 2006 in Kuala Lumpur sowie der Sieg im Großen Preis von Aachen ist dazuzurechnen.
Marcus Ehning ist gelernter Groß- und Außenhandelskaufmann und steht mit seinen Pferden auf der familieneigenen Reitanlage.
Für die Olympischen Spiele 2004 in Athen war Marcus Ehning zunächst mit For Pleasure nominiert, musste jedoch kurzfristig wegen einer Verletzung seines Pferdes seinen Start absagen. Im Jahr 2010 war er mit Plot Blue Teil der deutschen Mannschaft, die bei den Weltreiterspielen in Lexington (Kentucky) die Goldmedaille gewann. In der Einzelwertung erreichte er als 27. knapp die Runde der besten 30, in dieser verbesserte er sich noch auf Rang 16 im Endergebnis. Seine zweiten Olympischen Spiele bestritt Ehning 2012 in London mit Plot Blue. An den Weltreiterspielen 2014 nahm er mit Cornado NRW teil und kam in der Einzelwertung auf den zehnten Rang.
Für die Olympischen Spiele 2016 war Marcus Ehning mit Cornado NRW nominiert worden. Dieser vertrat sich jedoch nach dem Warm-up-Springen, einen Tag vor Beginn der Springreitwettbewerbe, woraufhin Ehning zur Vermeidung von gesundheitlichen Risiken auf einen Start verzichtete. Auf Wunsch der Mannschaft verblieb er in Rio de Janeiro und unterstützte die deutschen Reiter als Trainer. Ehning war wenige Wochen später mit Pret a Tout Teil der siegreichen deutschen Mannschaft beim Nationenpreisfinale in Barcelona. Bei den Europameisterschaften 2017 war Ehning mit Pret a Tout bester deutscher Reiter.
Zwölf Jahre nach seinem ersten Sieg gewann Marcus Ehning 2018 erneut den Großen Preis von Aachen. Vier Monate zuvor hatte er den Sieg in einem anderen Großen Preis des Rolex Grand Slam knapp verpasst, in ’s-Hertogenbosch war er mit Cornado NRW Zweiter geworden. Nach Aachen konnte er seinen Erfolgsserie direkt fortsetzten, in den folgenden sechs Wochen wurde er jeweils Erster oder Zweiter in den Großen Preisen von Valkenswaard (CSI 5*), Münster (CSI 4*) und Brüssel-Wolvertem (CSI 5*). Mit den Siegen in den Großen Preisen von Aachen und Genf war Ehning der zweite Reiter, der im Rahmen des Rolex Grand Slams ein Bonuspreisgeld gewinnen konnte.
Bei den Europameisterschaften 2019 war Ehning mit dem Hengst Comme il faut am Start und sicherte sich nach Mannschaftssilber den 5. Platz in der Einzelwertung.
Von Juli bis Dezember 2009 war er Führender der Weltrangliste. Diese Position hatte er bereits von August 2005 bis Januar 2007 ununterbrochen inne. Im Dezember 2020 belegte er Rang 16 der Weltrangliste. Für das Jahr 2021 wird Ehning mit dem Hengst Comme il faut NRW im Olympiakader geführt.

## Privates
Seit dem 24. Juni 2009 ist er mit seiner langjährigen Lebensgefährtin, der ehemaligen Voltigiererin Nadia Zülow (jetzt Ehning), verheiratet. Aus der Ehe gingen bisher vier Kinder hervor.
Sein jüngerer Bruder Johannes Ehning ist ebenfalls als Springreiter aktiv.

## Auszeichnungen
Im April 2008 wurde Marcus Ehning vom Verband Deutscher Sportjournalisten mit der Fair-Play-Trophäe des Verbandes ausgezeichnet. Er erhielt den Preis aus den Händen von Hans Günter Winkler für seinen freiwilligen Verzicht auf den Sieg beim Best of Champions, einer Prüfung mit Pferdewechsel im Rahmen des CHIO Aachen 2007. Nachdem sein Pferd For Germany unter allen drei Konkurrenten in der Prüfung verweigert hatte und gestiegen war, ritt er freiwillig am letzten Hindernis vorbei, was als Verweigerung und Ausscheiden gewertet wurde, was in diesem Sonderreglement zu einer Wertung von 24 Punkten führte. Da er, wie zwei weitere Starter, nur 4 weitere Strafpunkte mit anderen Pferden erritten hatte, wurde somit ein Stechen erforderlich. Ehning verzichtete auf die Teilnahme an dem Stechen und begnügte sich freiwillig mit dem dritten Platz.

## Pferde
aktuelle Pferde:

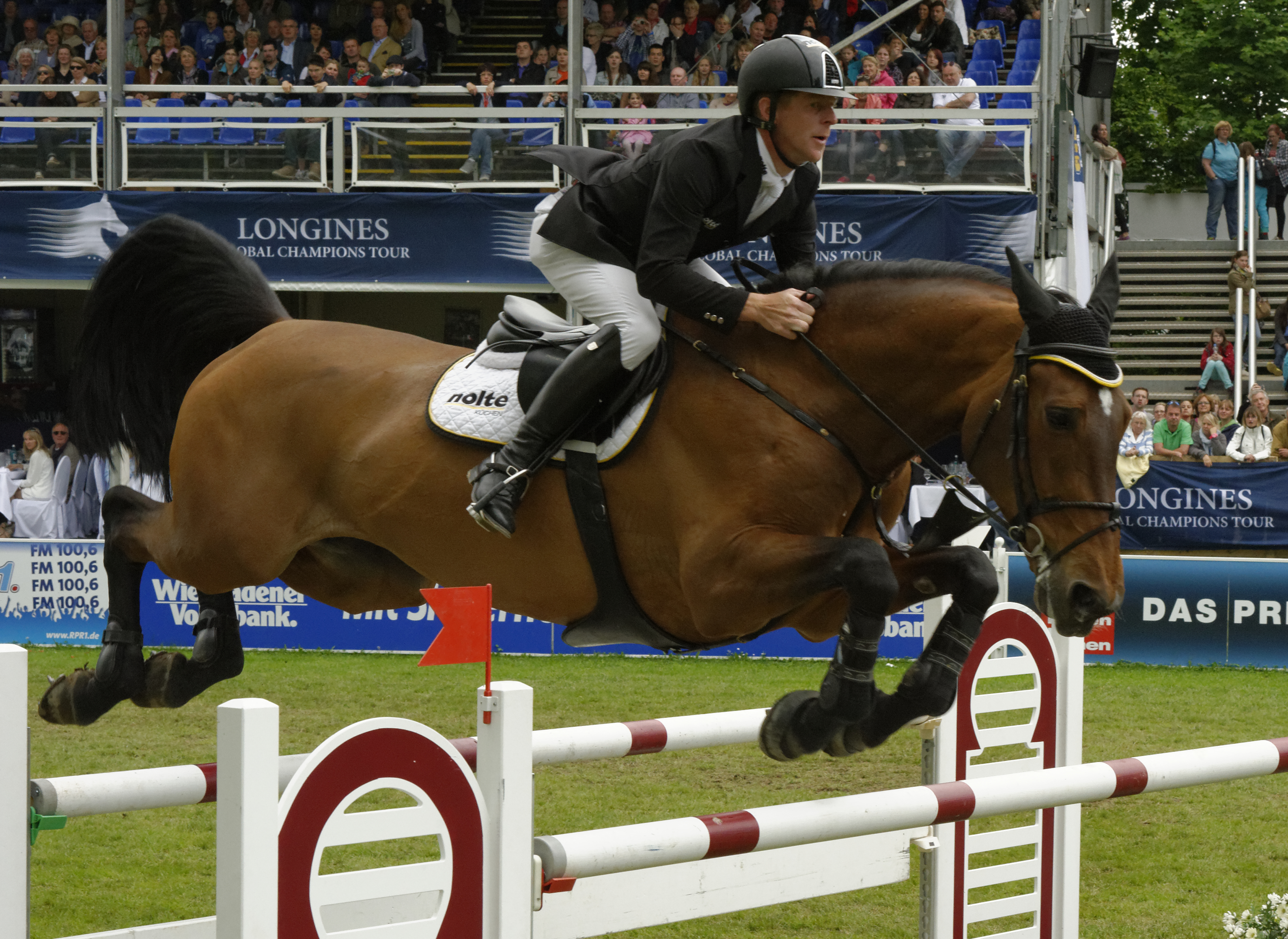
Marcus Ehning mit Noltes Küchengirl beim Internationalen Pfingstturnier Wiesbaden 2013

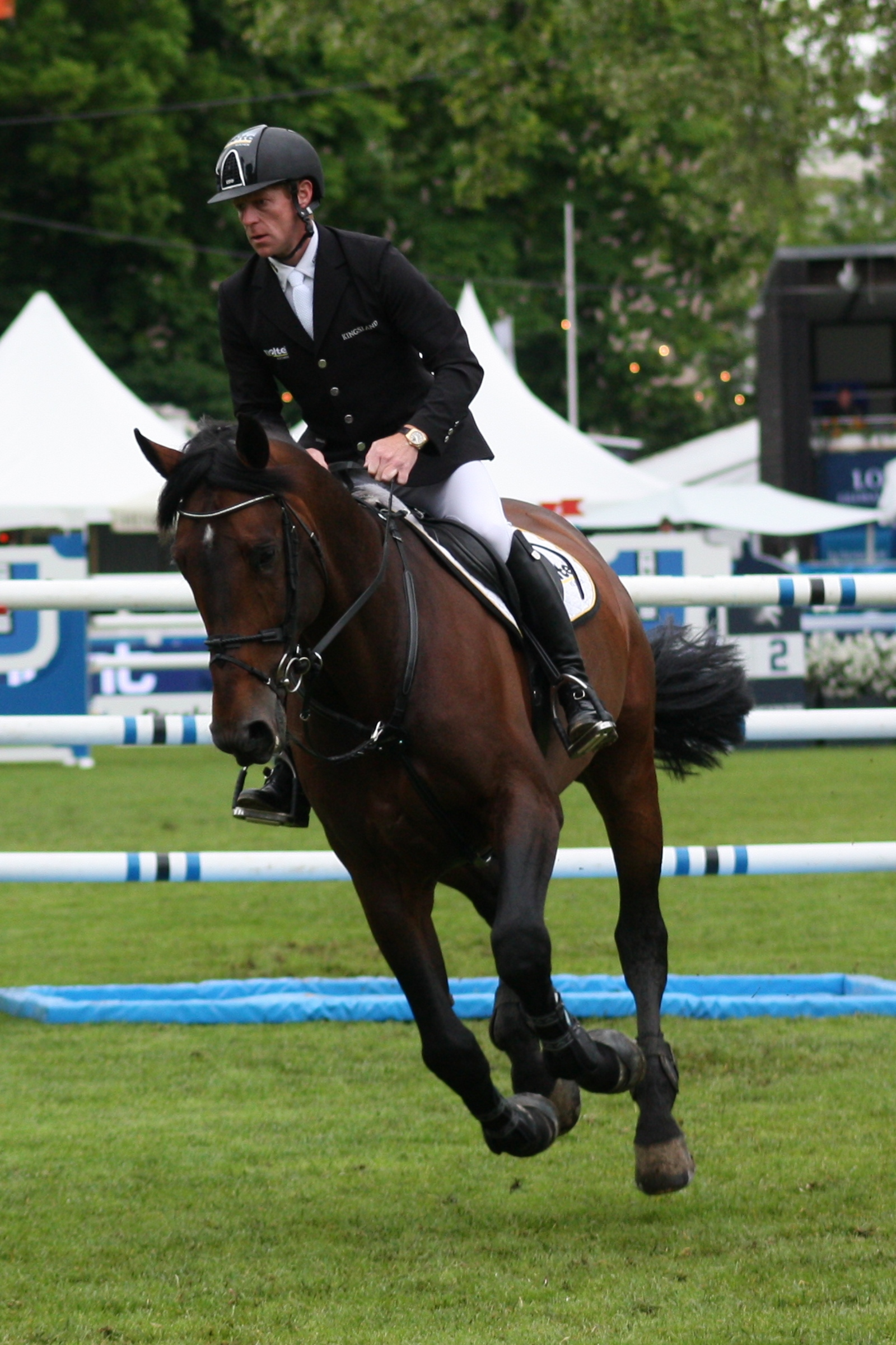
Marcus Ehning mit Copin van de Broy (2013)

- Stargold (* 2011), brauner Oldenburger Hengst, Vater: Stakkato Gold, Muttervater: Lord Weingard[13]
- Diathago (* 2011), KWPN-Fuchshengst, Vater: Diamant de Semilly, Muttervater: Carthago; bis 2020 von Lara Weber geritten[14]
- Flower Girl (* 2013), Holsteiner Schimmelstute, Vater: Hickstead, Muttervater: Catoki
- Comme sa mere (* 2015), Westfale dunkelbrauner Hengst, Vater: Comme il faut NRW, Muttervater: Lord Z
- Baloubets Rose Dree Boeken (* 2015), braune Hannoveraner Stute, Vater: Baloubet du Rouet, Muttervater: Darco
- Priam du Roset (* 2011), brauner Einsiedler Wallach, Vater: Plot Blue, Muttervater: Tanael du Serein
- Plot's Princess (* 2016), Westfale braune Stute, Vater: Plot Blue, Muttervater: Lord Z
- Kannan Jr. (* 2015), KWPN-Schimmelhengst, Vater: Cornet Obolensky, Muttervater: Quick Star
- DPS Revere (* 2013), ISH-Schimmelwallach, Vater: Hermes de Reve, Muttervater: Cento
- For George (* 2017), Westfale brauner Hengst, Vater: For Pleasure, Muttervater: Lord Z
- Plotarella (* 2018), Westfale dunkelbraune Stute, Vater: Plot Blue, Muttervater: For Pleasure
- Investment (* 2013), KWPN-Dunkelfuchs-Hengst, Vater: Kannan, Muttervater: Emilion
- San Classic (* 2018), Westfale brauner Hengst, Vater: Sandro Boy, Muttervater: Lord Z
- Aquarell Sun (* 2014), Oldenburger Springpferd braune Stute, Vater: Acadius, Muttervater: Saint Amour
- Coolio 42 (* 2013), schwarzbrauner Holsteiner Hengst, Vater: Casalito 2, Muttervater: Quidam de Revel

ehemalige erfolgreiche Turnierpferde:
- Cornado NRW (* 2003), Westfale Schimmelhengst, Vater: Cornet Obolensky, Muttervater: Acobat I; Eigner: Nordrhein-Westfälisches Landgestüt Warendorf[15], 2021 aus dem Sport verabschiedet
- Misanto Pret a Tout (* 2003), Selle Français-Fuchswallach, Vater: Hiram Chambertin, Muttervater: Stew Boy; bis 2015 von Kaya Lüthi geritten[16], beim CHIO Aachen 2021 aus dem Sport verabschiedet
- Comme il faut NRW (* 2005), Westfale brauner Hengst, Vater: Cornet Obolensky, Mutter: Ratina Z, Muttervater: Ramiro Z, bis 2011 von Franz-Josef Dahlmann geritten, von 2012 bis Juni 2013 von Toni Haßmann geritten[17][18][19], bei der Europameisterschaft 2021 in Riesenbeck aus dem Sport verabschiedet
- For Pleasure (* 1986; † 2011), Hannoveraner Fuchshengst, Vater: Furioso II, Muttervater: Grannus
- Anka 191 (* 1991; † 2014), Oldenburger Fuchsstute, Vater: Argentinus, Muttervater: Waidmann
- Gitania 8 (* 1992), Holsteiner Schimmelstute, Vater: Capitol I, Muttervater: Sacramento Song xx
- Sandro Boy (* 1993; † 2024), dunkelbrauner Oldenburger Hengst, Vater: Sandro, Muttervater: Grannus, im April 2011 aus dem Sport verabschiedet
- Leconte 6 (* 1996), dunkelbrauner Holsteiner Wallach, Vater: Lasino, Muttervater: Contender, bis zu den Olympischen Spielen 2008 von Matthew Williams geritten, 2011 aus dem Sport verabschiedet
- Noltes Küchengirl (* 1997; † 2023, ursprünglicher Name: Lord’s Classics), Bayer braune Stute, Vater: Lord Z, Muttervater: Cambridge Cole, im Februar 2014 aus dem Sport verabschiedet
- Plot Blue (* 1997; † 2019), dunkelbrauner KWPN-Hengst, Vater: Burg's Mr. Blue, Muttervater: Pilot; bis Juni 2008 von Werner Muff geritten, Ende 2015 aus dem Sport verabschiedet[20]
- For Germany RD (* 1998), brauner Hannoveraner Hengst, Vater: For Pleasure, Muttervater: Cassini I, zuletzt 2009 im Sport eingesetzt, im Zuchteinsatz[21]
- Vulkano 10 FRH (* 1999; † 2012), brauner Hannoveraner Hengst, Vater: Voltaire, Muttervater: Pit I, Anfang April 2012 an den Folgen einer Kolik verstorben
- Sabrina 327 (* 1999), Bayer braune Stute, Vater: Sandro Boy, Muttervater: Landadel;[22] aus dem Sport verabschiedet, seit 2015 in der Zucht[23]
- HH Copin van de Broy (* 2002), dunkelbrauner BWP-Hengst, Vater: Darco, Muttervater: Brown Boy, bis Dezember 2011 von Grégory Wathelet geritten, ab Februar 2014 von Quentin Judge geritten[24][25]
- Gin Chin van het Lindenhof (* 2006), BWP-Schimmelwallach, Vater: Chin Chin, Muttervater: Calido I; bis April 2015 von Fabrice Galdini geritten, von Herbst 2017 bis November 2018 von Bertram Allen geritten, anschließend von Geir Gulliksen geritten[26]
- A la Carte NRW (* 2008), Westfale brauner Hengst, Vater: Abke 4, Muttervater: Lux Z[27], beim Riesenbeck International 2023 aus dem Sport verabschiedet
- Funky Fred (* 2005), Westfale Fuchshengst, Vater: For Pleasure, Mutter: Gelha’s Panama (ehemaliges Erfolgspferd von Johannes Ehning), Muttervater: Pilot, Züchterin: Hilde Ehning (Mutter von Marcus Ehning)[28], beim Riesenbeck International 2023 aus dem Sport verabschiedet
- Calanda 42 (* 2008), Hannoveraner Schimmelstute, Vater: Calido, Muttervater: Chasseur I, beim Riesenbeck International 2023 aus dem Sport verabschiedet, seit 2025 in der Zucht

## Erfolge
- Olympische Spiele:

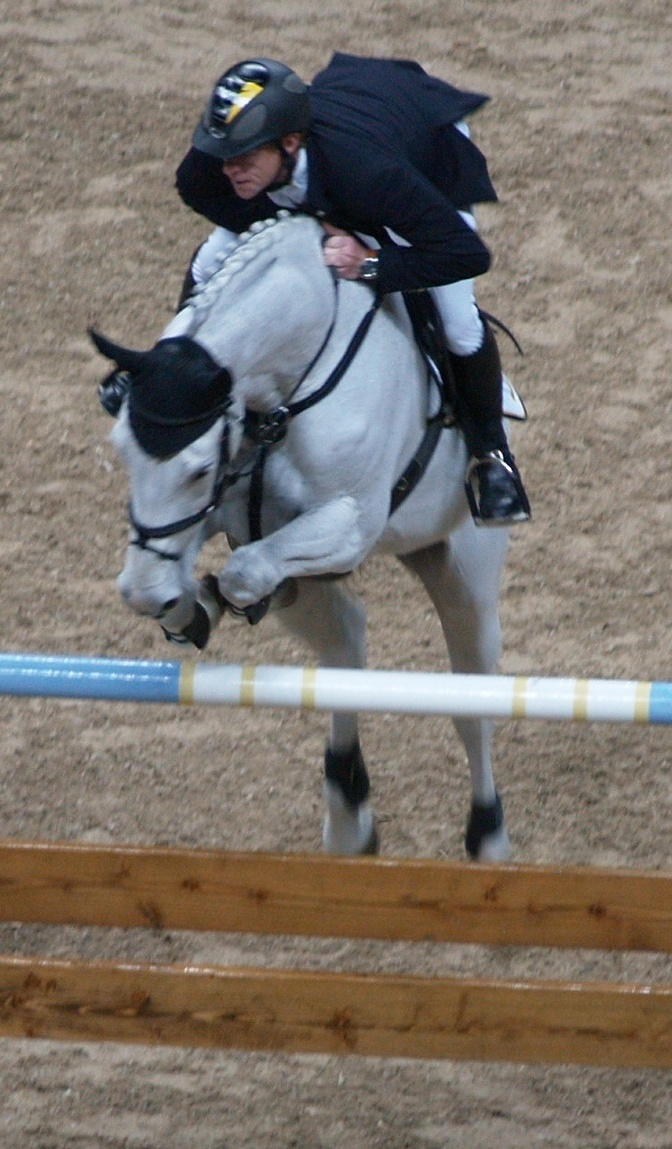
Marcus Ehning mit Gitania beim Weltcupfinale 2007 in Las Vegas

  - 2000 in Sydney: Goldmedaille Mannschaft und 4. Platz im Einzel mit For Pleasure
  - 2012 in London: 10. Platz Mannschaft und 12. Platz im Einzel mit Plot Blue

- Weltmeisterschaften:
  - 2002 in Jerez de la Frontera: 4. Rang mit der Mannschaft, 15. Rang im Einzel mit For Pleasure
  - 2006 in Aachen: Bronzemedaille Mannschaft mit Nolte's Küchengirl
  - 2010 in Lexington: Goldmedaille Mannschaft, 16. Rang im Einzel mit Plot Blue
  - 2014 in Caen: 4. Rang mit der Mannschaft, 10. Rang im Einzel mit Cornado NRW
  - 2018 in Tryon: Bronzemedaille Mannschaft, 15. Rang im Einzel mit Pret a Tout

- Europameisterschaften:
  - 1999 in Hickstead: Goldmedaille Mannschaft und 5. Platz im Einzel mit For Pleasure
  - 2003 in Donaueschingen: Goldmedaille Mannschaft, Bronzemedaille Einzel mit For Pleasure
  - 2005 in San Patrignano: Goldmedaille Mannschaft und 20. Platz im Einzel mit Gitania
  - 2007 in Mannheim: Silbermedaille Mannschaft und 51. Platz im Einzel mit Nolte's Küchengirl
  - 2009 in Windsor: Bronzemedaille Mannschaft und 23. Platz im Einzel mit Plot Blue
  - 2017 in Göteborg: 5. Platz mit der Mannschaft und 6. Platz im Einzel mit Pret a Tout
  - 2019 in Rotterdam: Silbermedaille mit der Mannschaft und 5. Platz im Einzel mit Comme il faut
  - 2021 in Riesenbeck: Silbermedaille mit der Mannschaft und 19. Platz im Einzel mit Stargold

- Deutsche Meisterschaften:
  - 2000 in Balve: Silbermedaille
  - 2002 in Verden: Goldmedaille mit For Pleasure
  - 2004 in Balve: Silbermedaille
  - 2006 in Münster: Silbermedaille mit Sandro Boy
  - 2011 in Balve: Silbermedaille mit Plot Blue
  - 2020 in Riesenbeck: 4. Platz mit Cornado NRW
  - 2021 in Balve: 4. Platz mit Priam du Roset

- Weltcupfinale:
  - Sieger: 2003 mit Anka, 2006 mit Sandro Boy, 2010 mit Noltes Küchengirl und Plot Blue
  - 3. Platz: 2005 mit Gitania
  - 4. Platz: 2014 in Lyon mit Cornado NRW
  - 4. Platz: 2016 in Göteborg auf Cornado NRW

- Global Champions Tour:
  - Sieger der Gesamtwertung 2010

- Riders Tour:
  - „Rider of the year“ (Sieger der Gesamtwertung) 2016

- weitere Siege:
  - 2006: Classic beim CSI 5* Zürich mit Sandro Boy, Großen Preis von Aachen (CSIO 5*) mit Nolte's Küchengirl, Großer Preis von Bordeaux (CSI-W) mit Gitania, Spangenberg (CSI 3*) mit Anka sowie mit der Mannschaft beim Samsung-Super-League-Finale in Barcelona mit Gitania
  - 2007: Großer Preis von Braunschweig (CSI 3*) mit Nolte's Küchengirl, Großer Preis von Dortmund/der Bundesrepublik (CSI 4*) mit For Germany, Großer Preis von Bremen (Euroclassics, CSI 4*) mit Sandro Boy, Großer Preis von Hannover (Etappe der Riders Tour, CSI 4*) mit Sandro Boy sowie mit der Mannschaft in den Super-League-Nationenpreisen von La Baule (CSIO 5*, mit Noltes Küchengirl), Aachen (CSIO 5*, mit Noltes Küchengirl) und beim Finale in Barcelona (CSIO 5*, mit Sandro Boy)
  - 2008: Weltcup-Wertungsprüfung in s’Hertogenbosch (CSI-W) mit Sandro Boy, Großer Preis von Frankfurt (CSI 4*, Masters-League-Finale) mit Sandro Boy sowie in der Mannschaft im Super-League-Nationenpreis von Rotterdam (CSIO 5*, mit Noltes Küchengirl)
  - 2009: Euroclassics-Gesamtwertung (Bremen, CSI 4*) mit Leconte, Großer Preis von Lummen (CSIO 4*) mit Nolte's Küchengirl, Großer Preis von Wiesbaden (CSI 4*, Etappe der Riders Tour) mit Vulkano FRH, Großer Preis von Nördlingen (CSI 2*) mit Sandro Boy, World-Top-Ten-Finale mit Plot Blue
  - 2010: Weltcup-Wertungsprüfung in Bordeaux (CSI 5*-W) mit Leconte, Großer Preis der Bundesrepublik (Dortmund, CSI 3*) mit Sabrina, Großer Preis von Paris-Grand Palais (CSI 5*) mit Sabrina, 20.000 €-Großer Preis von Münster mit Leconte, 125.000 €-Prüfung beim CSI 5* Rio de Janeiro mit Sabrina, GCT-Wertungsprüfung in Rio de Janeiro (CSI 5*) mit Noltes Küchengirl, Großer Preis von Paderborn (CSI 4*) mit Sabrina, Großer Preis von München (CSI 4*) mit Sandro Boy
  - 2011: Weltcup-Wertungsprüfung in Zürich (CSI 5*-W) mit Noltes Küchengirl, Großer Preis der Equestrian Winter Tour II (CSI 2* Wiener Neustadt) mit Noltes Küchengirl sowie mit der Mannschaft im Nationenpreis von Hickstead (CSIO 5*) mit Plot Blue
  - 2012: Großer Preis von Bordeaux (CSI 5*-W) mit Sabrina, Großer Preis von Göteborg (CSI 5*-W) mit Plot Blue, Badenia (CSI 3* Mannheim) mit Plot Blue, Großer Preis von Nörten-Hardenberg (CSI 3*) mit Copin van de Broy, Großer Preis von St. Gallen (CSIO 5*) mit Plot Blue, Großer Preis von Paderborn (CSI 3*) mit Noltes Küchengirl, Großer Preis von London-Olympia (CSI 5*-W) mit Sabrina sowie mit der Mannschaft im Nationenpreis von Rotterdam (CSIO 5*) mit Copin van de Broy
  - 2013: Großer Preis von Cannes (CSI 5*) mit Plot Blue, Großer Preis von Herning (CSI 3*) mit Cornado NRW
  - 2014: Weltcupspringen von Bordeaux (CSI 5*-W) mit Cornado NRW, Großer Preis von Paris-Grand Palais (CSI 5*) mit Cornado NRW, Großer Preis von Ebreichsdorf (CSI 5*) mit Plot Blue
  - 2015: Großer Preis von Opglabbeek (CSI 3*) mit Gin Chin van het Lindenhof
  - 2016: Großer Preis von ’s-Hertogenbosch (CSI 5*) mit Cornado NRW, Gothenburg Trophy mit Pret a Tout, Großer Preis von Madrid (CSI 5*) mit Pret a Tout, Großer Preis von Münster (CSI 4*) mit Pret a Tout, Großer Preis von Paderborn (CSI 3*) mit Comme il faut, Großer Preis von Wien (CSI 5*) mit Comme il faut, Weltcupspringen von Madrid (CSI 5*-W) mit Comme il faut sowie mit der Mannschaft im Nationenpreis von Aachen (CSIO 5*) mit Pret a Tout und im Nations-Cup-Finale in Barcelona (CSIO 5*) mit Pret a Tout
  - 2017: Großer Preis von Paderborn (CSI 3*) mit Comme il faut sowie mit der Mannschaft im Nationenpreis von Aachen (CSIO 5*) mit Pret a Tout
  - 2018: Championat von Balve (CSI 2*) mit Qooper Z, Großen Preis von Aachen (CSIO 5*) mit Pret a Tout, Großer Preis von Brüssel-Wolvertem (CSI 5*) mit Comme il faut, Großer Preis von Zwolle (CSI 3*) mit Firth of Lorne, Großer Preis von Genf (CSI 5*) mit Pret a Tout sowie mit der Mannschaft im Nationenpreis von Aachen (CSIO 5*) mit Pret a Tout, im Nationenpreis von Calgary (CSIO 5*) mit Funky Fred und im Challenge Cup im Rahmen des Nations-Cup-Finals in Barcelona (CSIO 5*) mit Comme il faut
  - 2019: Großer Preis des CSI 2* von Eschweiler mit Calanda, Großer Preis eines CSI 2* in Kronenberg mit Calanda, Weltcupspringen von Madrid (CSI 5*-W) mit Pret a Tout
  - 2020: Großer Preis eines CSI 2* in Grimaud mit Cristy, Großer Preis der Riesenbeck International Indoors (CSI 2*) mit Stargold, Großer Preis eines CSI 3* in Opglabbeek mit Calanda
  - 2021: Großer Preis eines CSI 3* in Knokke mit Stargold sowie mit der Mannschaft im Nationenpreis von Sopot (CSIO 5*) mit Funky Fred
  - 2022: Großer Preis des CHI Al Shaqab (CSI 5* Doha) mit Stargold

(Stand: 27. Februar 2022)